# Freddie Green
Frederick William Green, ps. „Mr Rhythm” (ur. 31 marca 1911 w Charleston, zm. 1 marca 1987 w Las Vegas) – afroamerykański, rytmiczny gitarzysta jazzowy.

## Życiorys
Od wczesnego dzieciństwa interesował się muzyką i wtedy zaczął grać na ukulele. Żeby mieć pieniądze, roznosił gazety i czyścił ludziom buty. Kiedy miał dziesięć lat zmarł mu ojciec, który grywał w domu na fisharmonii. Matka ponownie wyszła za mąż i obdarzyła go dwoma przyrodnimi braćmi.
Kolega, który był trębaczem, nauczył go czytania nut oraz zapoznawał z podstawami muzyki, m.in. gamami. Poznał też tubistę i nauczyciela gry na instrumentach dętych, absolwenta Uniwersytetu Howarda. W swojej domowej bibliotece zapoznawał młodego ucznia z fachową literaturą muzyczną. Sam Freddie był posiadaczem podręcznika z akordami na banjo. W tamtych czasach – wspominał – większość orkiestr miała banjo. Mikrofonów nie było. Z tyłu grały banjo i tuba. Słuchał różnych orkiestr tanecznych, grających w mieście, m.in. zespołu The Nighthawks z trębaczem „Catem” Andersonem, a w mieszkaniu ciotki, siostry matki, także płyt jazzowych Duke’a Ellingtona i formacji The McKinney Cotton Pickers.
W 1923 przeprowadził się z ciotką do Nowego Jorku. Mieszkali w Harlemie niedaleko The Rhythm Club, w którym usłyszał pianistę Jelly’ego Roll Mortona. Po ukończeniu szkoły podstawowej chodził do Frederick Douglass Junior High School. Naukę zakończył w wieku szesnastu lat. Kiedy zmarła jego matka, wrócił do Charleston, żeby ją pochować. Odnowił wtedy znajomość z dawną sympatią z sąsiedztwa – Leothą Elmo. Wkrótce ją poślubił. Imał się różnych zajęć, m.in. pomagał teściowi, który był pracownikiem budowlanym. Przy różnych okazjach grywał na ukulele oraz chodził na występy The Nighthawks. Po jednym z nich kupił w lombardzie banjo i zgłosił się do zespołu. Po kilku próbach został przyjęty, rozpoczynając karierę zawodowego muzyka.
Podczas swojej pierwszej trasy koncertowej dotarł do Nowego Jorku i już w nim pozostał. Następnie sprowadził żonę i synka. Pracował wtedy w dwóch miejscach – za dnia w zakładzie tapicerskim, a wieczorami w klubie The Yeah Man, grając w trio z kolegą z dzieciństwa, saksofonistą Lonniem Simmonsem i pianistą Ericem Henrym. Właściciel lokalu wymógł na nim zmianę banjo na gitarę, bo teraz wszyscy grają na gitarach. Później pracował w szeregu innych klubów nowojorskich. W 1937, kiedy grał w The Black Cat, dostrzegł go producent muzyczny i odkrywca talentów  John Hammond. Natychmiast zarekomendował go bandliderowi Countowi Basiemu. Ten po wizycie w klubie i usłyszeniu jego gry od razu go zaangażował, zwalniając z orkiestry dotychczasowego gitarzystę. W big-bandzie grał przez niemal pięćdziesiąt lat, nawet po śmierci Basiego, kiedy orkiestrę prowadził Frank Foster. Był filarem jej sekcji rytmicznej. Zyskał przydomek „Mr Rhythm”. Wypracował własny styl, stając się mistrzem gitary rytmicznej. Określenie „Freddie Green comping” (akompaniament à la Freddie Green) na stałe weszło do słownictwa jazzowego. Rzadko komponował, ale dwa jego utwory – Down for Double i Corner Pocket (w wersji z tekstem zatytułowany: Until I Met You) na stałe weszły do repertuaru orkiestry. Nagrał kilka płyt jako lider i kilkaset jako sideman. W 1958 w głosowaniu krytyków zajął pierwsze miejsce w kategorii „Gitara” w dorocznym plebiscycie presiżowego miesięcznika jazzowego „DownBeat”.
Zmarł na zawał serca w Las Vegas. Miał 75 lat. Został pochowany w Pinelawn Memorial Park and Arboretum w East Farmingdale w stanie Nowy Jork.

## Muzycy, z którymi nagrywał
Count Basie, George Benson, Bob Brookmeyer, Ray Charles, Buck Clayton, Al Cohn, Harry „Sweets” Edison, Herb Ellis, Coleman Hawkins, Jo Jones, The Manhattan Transfer, Joe Newman, Charlie Parker, Paul Quinichette, Buddy Rich, Charlie Rouse, Zoot Sims, Frank Sinatra, Sonny Stitt, Big Joe Turner, Sarah Vaughan, Eddie „Cleanhead” Vinson, Frank Wess

## Wybrana dyskografia
- 1956 Mr. Rhythm (RCA Victor)
- 1975 Rhythm Willie – Herb Ellis and Freddie Green (Concord Jazz)

Z Countem Basiem
- 1954
  - Dance Session (Clef)
  - Basie Jazz (Clef)
  - Dance Session – Album 2 (Clef)
- 1955
  - Basie (Clef)
  - The Count! (Clef)
  - Count Basie Swings, Joe Williams Sings (Clef)
- 1956
  - The Swinging Count! (Clef)
  - The Greatest!! – Count Basie Plays, Joe Williams Sings Standards  (Verve)
  - Metronome All-Stars 1956 (Clef)
  - Basie in London (Verve)
- 1957 April in Paris (Verve)
  - One O’Clock Jump (Verve)
  - Count Basie at Newport (Verve)
- 1958
  - The Complete Atomic Mr. Basie (Roulette Records)
  - Basie Plays Hefti (Roulette)
  - Sing Along with Basie (Roulette)
  - Joe Williams–Count Basie – Memories Ad-Lib (Roulette)
- 1959
  - Basie/Eckstine Incorporated (Roulette)
  - Basie One More Time (Roulette)
  - Breakfast Dance and Barbecue (Roulette)
  - Everyday I Have the Blues – Joe Williams–Count Basie (Roulette)
  - Hall of Fame (Verve)
- 1960
  - Dance Along with Basie (Roulette)
  - String Along with Basie (Roulette)
  - Not Now, I'll Tell You When (Roulette)
  - Kansas City Suite (Roulette)
- 1961
  - The Count Basie Story (Roulette)
  - First Time! – Duke Ellington and Count Basie (Columbia)
- 1962
  - Count Basie and the Kansas City 7 (Impulse!)
  - Back with Basie – More Hit Performances of the ’60s (Roulette)
  - Basie in Sweden (Roulette)
  - On My Way & Shoutin’ Again! (Verve)
- 1963
  - This Time by Basie! – Hits of the 50’s & 60’s (Reprise)
  - Count Basie – More Hits of the 50’s and 60’s (Verve)
- 1965 Pop Goes the Basie (Reprise)
- 1966
  - Basie Meets Bond (United Artists)
  - Sinatra at the Sands with Count Basie and the Orchestra (Reprise)
  - Basie’s Beatle Bag (Verve)
  - Basie Swingin’ Voices Singin’ (ABC–Paramount)
  - Broadway Basie’s... Way (Command)
- 1967 
  - Basie's Beat (Verve)
  - Basie’s in the Bag (Brunswick Records)
  -  Count Basie Captures Walt Disney’s the Happiest Millionaire (Coliseum)
- 1968 
  - Half a Sixpence (Dot Records)
  - Count Basie & The Mills Brothers – The Board of Directors (Dot)
  - The Board of Directors Annual Report – The Mills Brothers & Count Basie (Dot)
  - Manufacturers of Soul – Jackie Wilson–Count Basie (Brunswick)
  - Basie Straight Ahead (Dot)
- 1969
  - How About This – Kay Starr & Count Basie (Paramount Records)
  - Standing Ovation (Dot)
  - Basic Basie (MPS Records)
- 1970
  - Basie on the Beatles (Happy Tiger)
  - High Voltage (MPS)
- 1972 Count Basie & Roy Eldridge – Loose Walk (Pablo)
- 1974 „Satch” and „Josh” – Oscar Peterson and Count Basie) (Pablo)
- 1979 Count Basie – Get Together (Pablo)
- 1983 Me and You (Pablo)
- 1986 Mostly Blues...and Some Others (Pablo)
- 1992 Count Basie – The Original American Decca Recordings (GRP)
- 1998 Live at the Sands (Before Frank) (Reprise)

Zestawienie wg dat wydania płyt